# NGC 564
إن جي سي 564 (بالألمانية: NGC 564) التي يرمز لها بالرمز NGC 564، هي مجرة، في كوكبة قيطس.

## الاكتشاف
اكتشفت في 1 أكتوبر 1785، بواسطة ويليام هيرشل.